# وصية هتلر الأخيرة

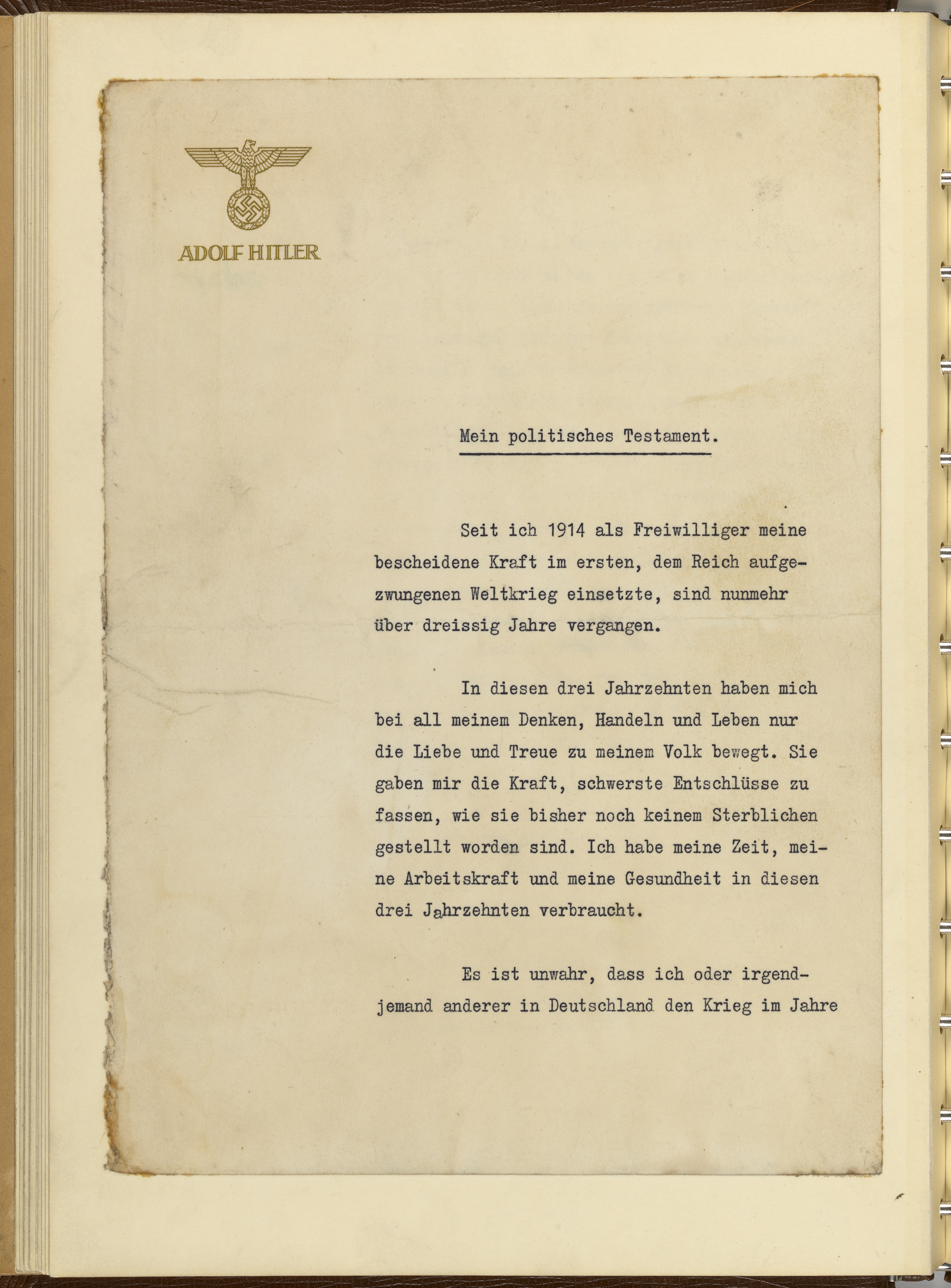

وصية هتلر الأخيرة هي الوصية التي ألقاها هتلر على سكيرتيرته تراودل يونغه داخل قبوه في برلين في 29 أبريل اليوم الذي تزوج فيه إيفا براون. ثم قام بالانتحار مع زوجته اليوم التالي 30 أبريل، قبل ثلاثة أيام من سقوط برلين في يد السوفيت يوم 2 مايو، وقبل أنتهاء الحرب العالمية الثانية في أوروبا بأسبوع يوم 8 مايو. وتتكون من وثيقتين منفصلتين، وصية شخصية ووصية سياسية.

## الوصية الشخصية
الوصية الشخصية الأخيرة هي وثيقة صغيرة موقعة في 29 أبريل 1945 الساعة الرابعة صباحاً:
- الاعتراف بزواجي - ولكنه لا يسمي زوجته بالاسم إيفا براون - وانهما اختارا الموت على عار الهزيمة أو الاستسلام وأن يحرق جسديهما بعد انتحارهما.
- أن تترك مجموعته الفنية في «معرض رسوم في مدينته لينتز على نهر الدانوب».
- الأشياء التي لها قيمة خاصة أو يمكن أن تفيد تذهب إلى أقاربه ومعاونيه المخلصين مثل سكيرتيرته فراو فينتر.
- أي شيء آخر ذو قيمة يذهب إلى حزب العمال الاشتراكي القومي.
- يقوم على تنفيذ هذه الوصية مارتن بورمان.

شهد على هذه الوصية جوزيف غوبلز، مارتن بورمان والعقيد نيكولاس فون بيلوف.

## الوصية السياسية
وقعت هذه الوصية السياسية في نفس وقت توقيع الوصية الشخصية، الرابعة صباحاً يوم 29 أبريل 1945. وكان الجزء الأول منها هو تكرار مواقفه السياسية والفكرية التي ذكرها مراراً من قبل. ولم تغير نيته للانتحار أو السقوط الحتمي للرايخ الثالث من مواقفه السياسية. أما الجزء الثاني يحتوى على تعينات هتلر للأشخاص في الحكومة الألمانية والحزب النازي من بعده. وتضمنت أيضاً العديد من العبارات التي قال فيها أنه لم يكن يريد الحرب مع الأمم الأخرى وألقى باللائمة على اليهود في إشعال هذه الحروب.
- يتم طرد المشير هيرمان غورينغ من الحزب.
- يتم طرد هاينريش هيملر قائد وحدات النخبة النازية من الحزب.
- يتم تعيين اللواء بحري كارل دونتز رئيساً لألمانيا وقائداً أعلى للقوات المسلحة.

كما قام هتلر بتسمية الحكومة الجديدة «قادة الأمة»:
- رئيس الدولة (Reichspräsident): كارل دونتز
- المستشار (Reichskanzler): دكتور جوزيف غوبلز
- وزير الحزب (Parteiminister): مارتن بورمان
- وزير الخارجية (Aussenminister): أرتور زايس إنكفارت
- وزير الداخلية (Innenminister): غاولايتر باول غيزلر
- وزير الحرب (Kriegsminister): كارل دونتز
- قائد الجيش (Oberbefehlshaber des Heeres): المشير فرديناند شورنر
- قائد القوات البحرية (Oberbefehlshaber der Kriegsmarine): كارل دونتز
- قائد القوات الجوية (Oberbefehlshaber der Luftwaffe): اللواء روبرت فون غريم
- قائد وحدات النخبة النازية ورئيس الشرطة (Reichsführer-SS und Chef der Deutschen Polizei): غاولايتر كارل هانكه
- وزير الاقتصاد (Wirtschaft): فالتر فونك
- وزير الزراعة (Landwirtschaft): هيربيرت باكه
- وزير العدل (Justiz): أوتو تايراك
- وزير الثقافة (Kultus): غوستاف أدولف شيل
- وزير الدعاية (Propaganda): فيرنر ناومن
- وزير المالية (Finanzen): لوتس فون كروسيغ
- وزير العمل (Arbeit): تايو هوبفاوير
- وزير الذخيرة (Rüstung): كارل-أوتو ساور
- مدير جبهة العمال الألمانية ووزير الدولة (Leiter der Deutschen Arbeitsfront und Mitglied des Reichskabinetts: Reichsminister): دكتور روبرت لاي.

الشهود: دكتور جوزيف غوبلز، فيلهلم بورغدورف، مارتن بورمان واللواء هانز كريبس.
وفي عصر يوم 30 أبريل، بعد يوم ونصف تقريباً من توقيعه على وصيته، انتحر هتلر.

## كاتب الوصية
بعد مقارنة وصية هتلر الأخيرة بكتاباته وخطاباته التي كان يكتبها له غوبلز. زعمت يونغه أن هتلر كان يقرأ من كراسة ملاحظات أثناء تمليته لوصيته. ولأن هتلر كان قليلاً ما كان يكتب في هذه المرحلة (مرحلة سكنه في القبو وبداية النهاية لألمانية النازية)، فأنه من الممكن أن يكون غوبلز هو الذي كتب الملاحظات التي كان هتلر يقرأ منها أثناء تلاوته الوصية.

## وفاة الشهود
توفي شهود الوصية السياسية جميعهم بفترة قصيرة فيما بعد. فانتحر غوبلز وزوجته في 1 مايو (وقتلوا أطفالهم الستة الصغار معهم). بيرغدورف وكريبس انتحرا معاً ليلة 2 مايو في القبو، بينما مكان وزمان انتحار بورمان لا يزالان غير مؤكدان فقد وُجدت بقاياه في موقع القبو عام 1972 وتم التعرف عليها باختبار الحمض النووي سنة 1998. ويمكن أن يكون قد قتل أثناء محاولته الهرب من قبو الفوهرر.